# Британски бетлдрес
Британски бетлдрес (енгл. British battledress), неретко и само бетлдрес (досл. „борбена одећа”, „одећа за битку”), британска је војна униформа из времена Другог светског рата. Дизајнирана је 1937. а одликовала се једноставношћу која је у ратним годинама била неопходна. Униформа Бетлдрес је била релативно модерна за то време па се користила све до 1960-их. Како би се поједноставила производња, произведена је у више верзија. Поред Британске војске, ову униформу су користиле и друге савезничке војске, као и покрети отпора, међу којима и Југословенска војска у Отаџбини и НОВЈ.

## Увођење
Од раних тридесетих година, британска ратна канцеларија започела је истраживање о замјени сервис дреса из Првог светског рата која се носила од почетка 20. века. У почетку су спроведена у малом размаку током неколико година, испитивања која су укључивала Дирсталкер капе и Сафари јакне. После опсежних теренских испитивања других униформи, Бетлдрес од сержа (често погрешно назван Pattern 1937) усвојен је непосредно пре Другог светског рата. Униформа Бетлдрес је дизајнирана са потребама механизоване пјешадије на уму, а инспирисана је савременим вуненим "скијашким одјелима", била је мање рестриктивна за носиоце, користила мање материјала, била топла чак и док је мокра и била је погоднија за покретање у возилима него старији Сервис дрес.
Покушавши да створи стандарднију униформу за већину британских војника, Бетлдрес је састављен од кратке вунене блузе која се закопчава каишем уз такође вунене панталоне направљене од сержа или чоје, материјала који се добија фабричком прерадом вуне.
Дизајн блузе је копирала и Војска САД и назвала је „Ike jacket". На панталонама је био велики џеп близу лијевог колена и још један мањи џеп у близини десног предњег џепа (на горњој страни кука). Мјешана зелена и смеђа влакна британске Бетлдрес тканине су прилично добро одговарале бојама природе и околине у Уједињеном Краљевству и без потребе да буду маслинасто-зелене боје као што су америчке униформе. Један проблем се често понављао, пошто је блуза била кратка због уштеде материјала, блуза и панталоне се при кретању понекад развлаче и попуштала би дугмад па су због тога уведени трегери како би се панталоне учврстиле. Током хладноће се испод блузе носио вунени џемпер, а преко тога кошуља. Ношење откопчане блузе са краватом је у почетку било резервисано само за официре док су остали закопчавали блузу до врата. Кратки платнени анклети (gaiters) или везници обично су прекривали размак између панталона и ципела како би заштитили ногу, додајући уобичајеном изгледу и држећи прљавштину ван обуће, без потребе за употребом дубље и скупље обуће. Уз униформу Бетлдрес су се носиле накривљене пољске капе или беретке. Након Другог светског рата су беретке постале стандардне за целу војску. Уз ову униформу су се током рата углавном носили шлемови Броди, а након рата и MkIV.
Бетлдрес је ношен широко почевши од 1939. године у британској војсци (као и канадској војсци за коју је произведена скоро идентична копија Бетлдреса након избијања рата). Међутим нови Бетлдрес није одмах заменио старе Сервис дрес униформе па су неке јединице британског експедиционог корпуса отишле у Француску у старим униформама.